# アラメインのモントゴメリー子爵
アラメインのモントゴメリー子爵（アラメインのモントゴメリーししゃく、英語: Viscount Montgomery of Alamein）は、イギリスの子爵位。連合王国貴族。陸軍軍人バーナード・モントゴメリーが1946年に叙されたのに始まる。

## 歴史
第二次世界大戦・北アフリカ戦線でロンメル元帥率いるドイツ軍をエル・アラメインの戦いで破ったことで知られるバーナード・モントゴメリー(1887–1976)が1946年1月31日に「カウンティ・オブ・サリーにおけるヒンドヘッドのアラメインのモンゴメリー子爵（Viscount Montgomery of Alamein of Hindhead in the County of Surrey）」に叙せられたのに始まる
初代子爵の死後、その一人息子であるデイヴィッド (1928-2020)が爵位を継承した。1999年の貴族院改革により世襲貴族は92議席を残して貴族院の議席を失ったが、2005年に彼は中立派に属する世襲貴族枠の貴族院議員に選出された。彼が2020年に没すると、爵位は長男のヘンリーが継承した。
3代子爵ヘンリー(1954-)がアラメインのモントゴメリー子爵家現当主であるが、現在ヘンリーには男子がない状況であるため、彼がこのまま死去すると爵位は廃絶することとなる。
住居はロンドン・カドガン広場54番地。家訓はフランス語で「よく守れ（Gardez Bien）」。保有爵位はこの爵位だけであり、従属爵位はない。

## アラメインのモントゴメリー子爵 (1946年)
| 肖像 | 爵位の代数 名前 （生没年）                                                                                | 受爵期間                      | 続柄       |
| ---- | --- | ----------------------------- | ---------- |
|      | 初代モントゴメリー子爵 バーナード・ロー・モントゴメリー (Bernard Law Montgomery) （1887-1976）            | 1946年1月31日 - 1976年3月24日 |            |
|      | 第2代モントゴメリー子爵 デイヴィッド・バーナード・モントゴメリー (David Bernard Montgomery) （1928-2020） | 1976年3月24日 - 2020年1月8日  | 先代の長男 |
|      | 第3代モントゴメリー子爵 ヘンリー・デイヴィッド・モントゴメリー （Henry David Montgomery） (1954-)         | 2020年1月8日 -受爵中          | 先代の長男 |

- 爵位の法定推定相続人も推定相続人も存在しない。